# کولچوروو
کولچوروو (به لاتین: Kulchurovo) یک منطقهٔ مسکونی در روسیه است که در باشقیرستان واقع شده‌است.